# Leucandra bathybia
Leucandra bathybia är en svampdjursart som först beskrevs av Ernst Haeckel 1869.  Leucandra bathybia ingår i släktet Leucandra och familjen Grantiidae. Inga underarter finns listade i Catalogue of Life.